# Eduard Bermúdez
Eduard Bermúdez (ur. 21 sierpnia 1984) − wenezuelski bokser kategorii muszej, olimpijczyk z Pekinu (2008).

## Kariera amatorska
W 2008 zdobył kwalifikacje olimpijskie, zajmując drugie miejsce w turnieju kwalifikacyjnym dla Ameryki. Na igrzyskach olimpijskich w Pekinie rywalizował w najniższej kategorii – papierowej. W swojej pierwszej walce zmierzył się z Zou Shimingiem, z którym przegrał wyraźnie na punkty (2:11).
W październiku 2013 rywalizował na mistrzostwach świata w Ałmaty. Udział zakończył na swoim drugim pojedynku, w którym przegrał z Elvinem Mamishzade.
W listopadzie 2013 roku zdobył srebrny medal na igrzyskach boliwaryjskich w Chiclayo. W ćwierćfinale kategorii muszej pokonał wyraźnie na punkty Juana Floresa. W walce o finał pokonał wyraźnie na punkty Ekwadorczyka Danilo Fernándeza. W finałowej walce o złoty medal przegrał z Kolumbijczykiem Ceiberem Ávilą.